# Seyla Benhabib
Seyla Benhabib (Istanbul, 9 de setembre de 1950) és una pensadora contemporània, una de les filòsofes més influents en el camp de la Filosofia política i social en el món actual. Les seves idees sobre multiculturalisme i feminisme són innovadores i lideren a nivell mundial la reflexió sobre alguns dels problemes de la societat actual.
Ocupa la càtedra Eugene Meyer de ciència política i filosofia política turca-americana a la Universitat Yale, els Estats Units, i directora del programa d'ètica, política i economia d'aquesta universitat. Ha estat també professora en els departaments de filosofia de la New School for Social Research de Nova York, la Universitat de Boston, la Universitat de Stony Brook i a la Universitat Harvard. Va ser presidenta de la Divisió Oriental de l'American Philosophical Association i és membre de l'Acadèmia Americana de les Arts i les Ciències.
És coneguda per haver sabut combinar la Teoria crítica (Escola de Frankfurt) amb la teoria feminista i és una de les veus més respectades en l'actual debat filosòfic i polític sobre la diferència, el multiculturalisme i el feminisme.
Els seus llibres solen abordar les obres dels filòsofs Hannah Arendt i Jürgen Habermas. A partir d'aquest últim, Benhabib va reformular la noció d'"espai públic", emprant per a això un enfocament feminista.
Ha rebut el prestigiós premi Ernst Bloch i el Leopold Lucas de la Universitat de Tübingen.

## Obres
- Dignity in Adversity: Human Rights in Troubled Times, (2011)
- Politics in Dark Times: Encounters with Hannah Arendt, (2010)
- Another Cosmopolitanism (Oxford University Press, 2006)
- The Rights of Others (Cambridge University Press, 2004)
- The Reluctant Modernism of Hannah Arendt (Rowman and Littlefield, 2003)
- The Claims of Culture (Princeton University Press, 2002)
- Democracy and Difference (Princeton University Press, 1996)
- Situating the Self: Gender, Community and Postmodernism in Contemporary Ethics (Routledge, 1992)
- Feminist Contentions: A Philosophical Exchange (with Judith Butler, Nancy Fraser, i Drucilla Cornell, 1994) ISBN 9780415910866
- Critique, Norm and Utopia. A Study of the Foundations of Critical Theory (Columbia University Press, 1986)